# مهرخ افضلی
مهرخ افضلی (زادهٔ ۱۳۴۹ در تهران) دوبلور و بازیگر ایرانی است.

## زندگی هنری
افضلی دانش‌آموختهٔ رشتهٔ «بازیگری و کارگردانی تئاتر» و دارای مدرک کارشناسی است.
وی پیشینهٔ بازیگری در سه عرصهٔ تئاتر، تلویزیون و رادیو (نمایش رادیویی) را داراست. بازیگری در تئاتر را از ۱۹ سالکی (۱۳۶۸) و بازی در تلویزیون را از ۲۳ سالگی (۱۳۷۲) آغاز نمود و از جمله در سریال‌های «فاصله»، «خانهٔ من کجاست؟»، «شرکت»، «ترور»، «آئینه» و «هتل پاپلی» به ایفاء نقش پرداخت.
افضلی در سال ۱۳۸۱ یعنی در ۳۲ سالگی به‌طور حرفه‌ای فعالیت در دوبله را آغاز کرد و در فیلم‌ها و سریال‌های زیادی نقش‌آفرینی کرد.

## فعالیت‌ها
بازیگر نقش مهتاب در فیلم سینمایی تاراج

## تلویزیون
| سال  | مجموعه تلویزیونی    | کارگردان       | توضیحات       |
| ۱۳۷۰ | پنجره‌ای رو به آفتاب | حسین مروی      | شبکه ۲۵ قسمت  |
| ۱۳۷۱ | خانه من کجاست؟      | محمد حسن‌زاده   | شبکه ۱۱۳ قسمت |
| ۱۳۷۲ | فاصله               | مجتبی یاسینی   | شبکه ۲۱۳ قسمت |
| ۱۳۷۴ | ترور                | حسین حکمت جو   | شبکه ۱۱۳ قسمت |
| ۱۳۷۵ | زندگی تازه          | حسین حکمت جو   |               |
| ۱۳۷۶ | شرکت                | عبدالله باکیده | شبکه ۳۱۳ قسمت |
| ۱۳۷۷ | آوای بی صدا         | مجتبی یاسینی   | شبکه ۲        |
| ۱۳۷۹ | امواج جادویی        | محمد عمرانی    | شبکه ۱۸ قسمت  |

### تئاتر
نمونه‌هایی از فعالیت در تئاتر:
| نام نمایش                                        | کارگردان      | نویسنده       | زمان و مکان نمایش              |
| ------------------------------------------------ | ------------- | ------------- | ------------------------------ |
| شبی که راشل از خانه رفت                          | پریسا مقتدی   | گرگ لوکاس     | ۲/۸۹ سالن اصلی مولوی           |
| شهر شطرنجی                                       | رضا حامدی‌خواه | فرهاد نقدعلی  | ۶/۸۸ سالن قشقایی               |
| اتوبان                                           | آشا محرابی    | آشا محرابی    | ۱۰ و ۱۱/۸۹ سالن سایهٔ تئاتر شهر |
| دنیای دیوانهٔ دیوانهٔ دیوانه                       | بهزاد فراهانی | بهزاد فراهانی | سالن اصلی تئاتر شهر            |
| من قاضی‌القضات شهرم که مرگ مرد را مهر کردم به مهر |               | نصرالله قادری | تالار سنگلج                    |

### رادیو
نمونه‌هایی از بازیگری در نمایش‌های رادیویی:
| نام نمایش      | کارگردان     | نویسنده                      | شبکه  |
| -------------- | ------------ | ---------------------------- | ----- |
| نیمه غایب      | ایوب آقاخانی | مهام میقانی                  | فرهنگ |
| کودک نابغه (۲) | خسرو فرخ‌زاده | رابین پوک                    | تهران |
| رطوبت          | آشا محرابی   | رئوف دشتی                    | فرهنگ |
| برندهٔ خوشبخت   |              | نویسندگان مرکز هنرهای نمایشی | جوان  |
| خاموشی دریا    | ژاله علو     |                              | تهران |
| کات            | ژاله علو     |                              | جوان  |

## دوبله
نمونه‌هایی از فعالیت مهرخ افضلی در دوبله:
| عنوان                              | نقش          | نوع              |
| ---------------------------------- | ------------ | ---------------- |
| شین                                | مارتا        | سینمایی          |
| گمشده (لاست)                       | شانن         | مجموعه تلویزیونی |
| گوگ آسمان                          | هلن          | سینمایی          |
| پرستاران                           | سامانتا      | مجموعه تلویزیونی |
| پیش از آنکه اهریمن بداند تو مرده‌ای | جینا         | سینمایی          |
| فرار از زندان                      | سارا تانکردی | مجموعه تلویزیونی |
| پایاراتزی                          | ابی          | سینمایی          |
| آیتم‌های شهرداری                    | مادر         | مجموعه تلویزیونی |
| آدم‌کش                              |              | سینمایی          |
| ماجراهای مزدور                     | دیان         | مجموعه تلویزیونی |
| سربازرس                            |              | سینمایی          |
| بابی جُنز                           |              | سینمایی          |
| شوالیهٔ تاریکی - مرد آهنی           |              | سینمایی          |
| امپراتور دریا                      |              | مجموعه تلویزیونی |